# Lierse Kempenzonen
Lierse Kempenzonen – belgijski klub piłkarski, grający w drugiej lidze belgijskiej, mający siedzibę w mieście Lier.

## Historia
Klub został założony w 1943 roku jako FC Oosterzonen z miasta Westerlo. W 2013 roku awansował po raz pierwszy do trzeciej ligi. W 2018 roku po bankructwie Lierse SK klub przeniósł się do Lier i przejął logo tego klubu oraz zmienił nazwę na Lierse Kempenzonen. W 2020 roku awansował do drugiej ligi.

## Stadion
Domowe mecze klub rozgrywa na stadionie o nazwie Herman Vanderpoortenstadion, położonym w mieście Lier. Stadion może pomieścić 14538 widzów.

## Sukcesy
- IV liga:
  - mistrzostwo (1): 2013

## Skład na sezon 2021/2022
| Nr | Poz. | Piłkarz               |
| -- | ---- | --------------------- |
| 1  | BR   | Bernd Brughmans       |
| 2  | OB   | Pieter De Schrijver   |
| 4  | OB   | Kenneth Schuermans    |
| 5  | OB   | Brent Laes            |
| 6  | PO   | Tibeau Swinnen        |
| 7  | OB   | Jonathan Hendrickx    |
| 8  | PO   | Thibaut Van Acker     |
| 9  | NA   | Stallone Limbombe     |
| 10 | PO   | Guillaume De Schryver |
| 11 | PO   | Jordi Liongola        |
| 12 | BR   | Jarno De Smet         |
| 13 | OB   | Cel Teunen            |
| 14 | PO   | Alexander Maes        |

| Nr | Poz. | Piłkarz           |
| -- | ---- | ----------------- |
| 16 | NA   | Seppe Maesen      |
| 18 | PO   | Nils Schouterden  |
| 19 | OB   | Jesse Kieboom     |
| 20 | PO   | Scott Bitsindou   |
| 23 | NA   | Maxime Limbombe   |
| 27 | OB   | Jordy Gillekens   |
| 28 | NA   | Hakim Abdallah    |
| 37 | BR   | Joppe Vannuffelen |
| 40 | BR   | Ben Van Lommel    |
| 44 | OB   | Joeri Poelmans    |
| 49 | NA   | Jens Naessens     |
| 77 | PO   | Iwan Jagan        |

## Reprezentanci kraju grający w klubie
Stan na listopad 2021
| - Marvin Ogunjimi - Iwan Jagan - Hakim Abdallah | - Scott Bitsindou - Euloge Placca Fessou |